# Kebanská přehradní nádrž
Kebanská přehradní nádrž (turecky Keban Barajı) je velká přehrada v Turecku na horním toku Eufratu, v provinciích Elâzığ a Tunceli ve Východní Anatolii. S výškou hráze 210 m se jedná o nejvyšší hráz na Blízkém východě a vodní nádrž je s 31 mld. m³ co do objemu a plochy druhou největší v Turecku (po Atatürkově přehradní nádrži, rovněž na Eufratu). Hráz je gravitační z betonu ve střední části kombinovanou s násypy po stranách. Vzdutí vodní nádrže sahá 50 km proti proudu Západního Eufratu (Karasu) a 100 km východním směrem proti proudu řeky Murat. Jejich zatopený soutok leží asi 7 km severně od hráze.
Elektrárna s instalovaným výkonem 1330 MW dodává ročně 6 000 GWh elektrické energie.
Výroba byla zahájena v roce 1974.